# Skimmer

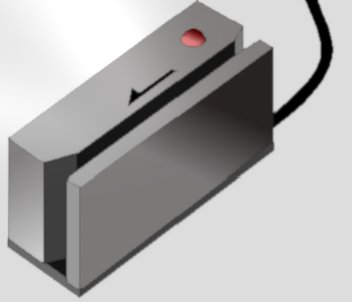
Riproduzione skimmer da tavolo.
Opportunamente modificato può essere fraudolentemente applicato sulla feritoia degli sportelli bancomat

Lo skimmer è un dispositivo capace di leggere e in certi casi immagazzinare su una memoria EPROM o EEPROM i dati della banda magnetica dei badge.
Le caratteristiche dello skimmer fanno sì che venga usato sempre più spesso per commettere attività criminose a danno dei titolari di carte di credito, degli utilizzatori degli sportelli  Bancomat e dei distributori self-service di carburanti. In particolare sono due le fattispecie più comuni messe in pratica dai malfattori: 
La prima, la più nota, è messa in pratica dal malfattore che, approfittando del pagamento a mezzo carta di credito, effettua una copia dei dati contenuti nel badge a danno dell'ignaro titolare.
La seconda, meno nota, avviene attraverso la clonazione del badge direttamente allo sportello Bancomat. Ciò avviene attraverso il posizionamento di uno skimmer, appositamente adattato, in corrispondenza della feritoia di inserimento della carta. Per la cattura del PIN, invece, è spesso impiegata una micro-telecamera nascosta che filma il codice digitato dall'utente. Alcuni malfattori utilizzano, in alternativa alla micro-telecamera, una tastiera aggiuntiva posta sopra quella originale dello sportello che memorizza il PIN digitato.

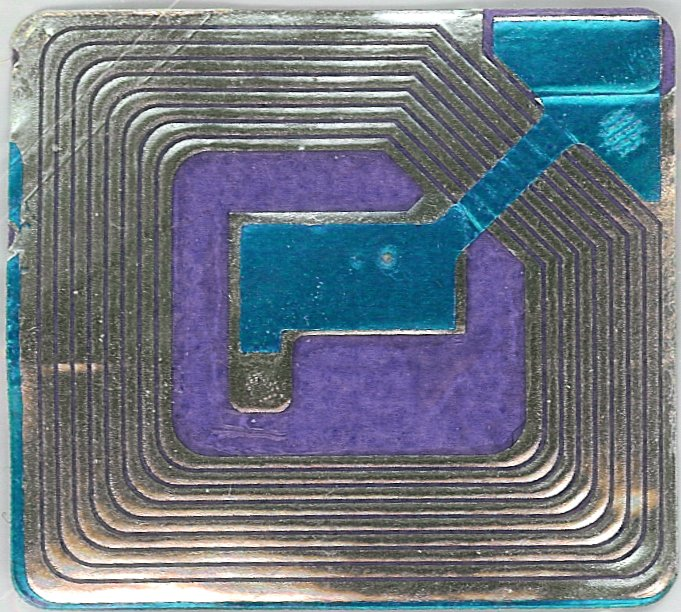
Esempio di microchip RFID

Tale sistema non funziona con le carte di nuova generazione, qualora si utilizzi la tecnologia a microcircuito. In questo caso la tessera contiene circuiti integrati in grado di scambiare informazioni cifrate con crittografia asimmetrica. Ciò consente di costituire un canale di comunicazione sicuro tra la carta e la sua società di emissione, indipendentemente dalle caratteristiche del lettore in uso. Sta prendendo piede anche la tecnologia contactless, nella quale il chip è di tipo RFID e non necessita di contatto con il lettore. I dati stampati sulla carta, come numero e data di scadenza, restano comunque leggibili da fotocamere o ad occhio nudo, e questo già basta per effettuare tipi di transazioni che non necessitano l'uso materiale della carta, come i pagamenti su internet o per telefono.
Una volta acquisiti i dati della carta di credito e il codice PIN, lo skimmer viene collegato ad un PC e i dati sottratti illecitamente vengono trascritti su badge programmabili delle stesse dimensioni delle carte di credito oppure usati fraudolentemente su internet.
Lo skimmer può avere caratteristiche molto variabili. Generalmente alimentato a batteria, può essere grande quanto un pacchetto di sigarette.
La clonazione delle carte di credito con questa tecnica dovrebbe sparire con la sostituzione della banda magnetica con un microchip.